# Sveti Jurij

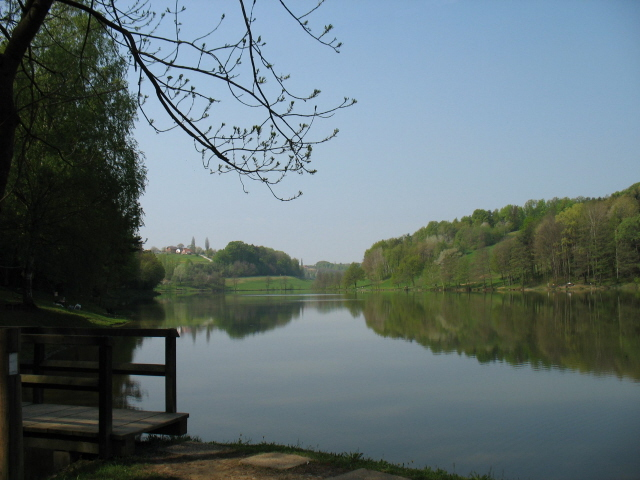
Sjön Blaguš ligger i Sveti Jurij

Sveti Jurij markerat på karta över Slovenien

Sveti Jurij (Sveti Jurij ob Ščavnici, tyska: St. Georgen an der Stainz) är ett samhälle och en kommun i nordöstra Slovenien med 209 invånare i samhället och 2 075 i kommunen (2019). Samhället, som ligger vid floden Ščavnica,  hette fram till år 1997 Videm ob Ščavnici (Kyrka vid floden  Ščavnica).